# Trace Urban
Trace Urban (ранее Trace TV) — французский музыкальный телеканал, транслирующий современные городские музыкальные клипы. Основан французскими бизнесменами Оливье Лошезом и Клодом Грюницким. Канал доступен в 130 странах в крупнейших сетях платного телевидения и является одним из наиболее популярных музыкальных телеканалов в странах Южной Африки.
В 2010 году, после 7 лет вещания, Trace начал вещания нового канала, Trace Sports.

## История

### 1993—2001
- Клод Грюницкий основывает журнал «True» в Лондоне (Великобритания) и становится его редактором. Журнал «True» переименовывается в «Trace» и переезжает в Нью-Йорк.

### 2001—2002
- Три человека — Клод Грюницкий, Оливье Лошез (бывший владелец «Сектор А» и основатель телеканала «Antilles TV») и Ричард Вейнер (бывший банкир) — создают объединение Trace Media (ATM).
- Оливье Лошез при поддержке «Сектора А» развивает проект платного телеканала.
- Банк «Goldman Sachs» соглашается финансировать проект за счет фонда «Urban Investment Group», который специализируется на проектах во главе с этническими меньшинствами.
- Объединение ATM выкупает 80,01 % акций музыкального канала MCM Africa у компании Groupe Lagardère и 100 % акций журнала «Trace»
- Начинается издаваться английская версия журнала «Trace».

### 2003
- Начало вещания Trace TV во Франции, Африке и заморских департаментах
- Разработка стратегии маркетинга и запуск почвы для новых талантов на спутниковом телевидении TRACE.
- Международная экспансия во франкоязычных странах.

### 2004
- Запуск английской версии канала Trace TV.
- Trace TV распространяется в более, чем тридцати не-франкоязычных странах.
- Trace TV выходит на третье место среди музыкальных каналов во Франции по числу аудитории, встав рядом с Canal Satellite[1].
- По состоянию на конец 2004 года, Trace TV транслируется в 60 странах мира через 9 спутниковых платформ и кабельных операторов, DSL и MMDS.
- После того, как журнал «Trace» понёс больше убытков, чем предполагалось в Нью-Йорке и в Лондоне, ATM передаёт ведение журнала Клоду Груницкому, оставив за собой, тем не менее, права на название, торговую марку, формат и содержание журнала.

### 2005
- Сосредоточение на международном развитии TRACE TV. Создание иноязычных версий канала в соответствии с рынком.
- Торговая марка Trace распространяется на другие средства информации: радио, Интернет, мобильную связь.

### 2006—2008
- ATM продолжает расширяться на международном уровне. Открывается офис в Гонконге. В конце 2008 года телеканалы Trace присутствуют более, чем в ста странах.

### 2009
- В феврале запущен канал TRACE Tropical. На март запланированы запуск канала TRACE Sports и переговоры с обществом SPOREVER.
- В сентябре 2009 года начинает вещание интернет-радио Trace Radio (под редакцией Goom Radio[2]).
- Открытие представительства Trace в Нью-Йорке.
- TRACE избран лучшим музыкальным каналом ЮАР и становится основным в Африке.
- Trace Tropical получает телевизионную премию Hot Bird, как лучший музыкальный канал.[3]

### 2010
- 15 декабря 2010 года Trace TV меняет своё название и внешний вид, получив новое название, «Trace Urban», со слоганом «Мы любим хип-хоп и R&B». Другие каналы (Trace Tropical и Trace Sports) тоже изменили своё оформление и слоганы.

### 2011
- Запуск телеканала Sports Channel Trace намечен на июль 2011 года.

## Вещание в России
Канал распространяется в сетях цифрового телевидения Билайн, Дом Ру и ОАО «КОМКОР». А также, телеканал Trace Urban вещается в сети НТВ-ПЛЮС.
С 1 марта 2017 года канал прекращает вещание на территории России. 
С 16 ноября 2020 года канал возобновляет вещание на территории России, дистрибутором выступает ООО "Тайм Медиа Групп" 